# تامپا، استرالیای غربی
تامپا (به انگلیسی: Tampa) یک منطقهٔ مسکونی در استرالیا است که در استرالیای غربی واقع شده‌است.